# Justin Moose
Justin Moose est un joueur américain de soccer, né le 23 novembre 1983 à Statesville, Caroline du Nord, États-Unis.
Il évolue depuis la saison 2015 avec le club américain des Hammerheads de Wilmington.

## Clubs
- 2004-2005 :  Carolina Dynamo
- 2006-2008 :  D.C. United
- 2008-2010 :  Whitecaps de Vancouver
- 2011-2012 :  Sriracha FC
- 2012 :  HJK Helsinki
- 2012-2014 :  SJK Seinäjoki
- 2015 :  Hammerheads de Wilmington